# The U.S. Albums
The U.S. Albums è un box set dei Beatles contenente tutti gli album americani della band pubblicato il 21 gennaio 2014.

## Storia
Il box set è stato pubblicato per commemorare la loro prima visita in America, iniziata il 7 febbraio 1964 quando i Beatles scesero all'aeroporto John F. Kennedy di New York. Ciò avvenne dopo il successo improvviso di I Want to Hold Your Hand, dopo i precedenti insuccessi di Please Please Me, From Me to You e She Loves You, che la Capitol Records non aveva nemmeno voluto pubblicare, e che vennero dati ad altre case discografiche. I Want to Hold Your Hand, con al lato B I Saw Her Standing There venne pubblicato il 26 febbraio 1963 e dieci giorni dopo aveva già venduto un milione di copie.
Gli album contenuti nel box set vanno da Meet the Beatles! del 1964 alla raccolta Hey Jude del 1970, e riproducono fedelmente la grafica dei rispettivi LP originali. Tutti gli album sono stati pubblicati sia in mono che in stereo, eccetto The Beatles' Story e la raccolta Hey Jude; alcuni di questi mixaggi erano inediti, perché a volte i mix americani e quelli inglesi differivano fra loro. Alcuni album qui presenti non erano mai stati pubblicati su CD: per la versione americana di A Hard Day's Night, The Beatles' Story, Yesterday and Today, la versione americana di Revolver e la raccolta Hey Jude è la prima pubblicazione su quel formato. Tutti gli album, eccetto The Beatles' Story, sono stati pubblicati anche singolarmente in edizione limitata. Tutti gli originali LP erano arrivati al primo posto in classifica negli USA, ad eccezione di Something New, The Beatles' Story, The Early Beatles ed Hey Jude. L'unico album americano a non apparire nel box set è la versione americana di Magical Mystery Tour, che è già alla base dell'edizione su CD dell'album, al posto di quella inglese, e alla base della ristampa su vinile del 1976.

## Elenco
- Meet the Beatles!
- The Beatles' Second Album
- A Hard Day's Night (Original Motion Picture Soundtrack)
- Something New
- The Beatles' Story
- Beatles '65
- The Early Beatles
- Beatles VI
- Help! (Original Motion Picture Soundtrack)
- Rubber Soul
- Yesterday and Today
- Revolver
- Hey Jude[1]